# 坎普格朗德 (伊利諾伊州)
坎普格朗德（英語：Camp Ground）是位於美國伊利諾伊州傑佛遜縣的一個非建制地區。該地的面積和人口皆未知。

## 地理
坎普格朗德的座標為38°20′20″N 88°50′06″W / 38.33889°N 88.83500°W，而該地的平均海拔高度為161米（即528英尺）。